# Incitec Pivot
Incitec Pivot  est une entreprise australienne de production d'explosif et d'engrais.